# Francoaceae
Die Francoaceae sind eine Pflanzenfamilie aus der Ordnung der Storchschnabelartigen (Geraniales). Die Familie umfasst nur zwei Arten in zwei monotypischen Gattungen, die in Chile heimisch sind.

## Beschreibung
Die beiden Arten sind in vielen morphologischen Merkmalen deutlich verschieden.

### Vegetative Merkmale
Es sind ausdauernde krautige Pflanzen. Es werden Rhizome gebildet. Die oberirdischen Pflanzenteile sind drüsig oder wollig behaart. Die wechselständigen, mehr oder weniger in grundständigen Rosetten zusammengefassten Laubblätter sind in Blattstiel und Blattspreite gegliedert. Die Blattspreite ist einfach und kreisförmig oder geteilt. Nebenblätter fehlen.

### Generative Merkmale
Es werden endständige, traubige oder rispige Blütenstände gebildet. Es sind Tragblätter vorhanden.
Die zwittrigen Blüten sind radiärsymmetrisch oder stark zygomorph mit doppelten Perianth. Die vier bis fünf Kelchblätter sind nur kurz verwachsen. Es sind zwei oder vier bis selten fünf freie Kronblätter vorhanden, die genagelt sein können. Es sind zwei Kreise mit je vier oder acht freien Staubblätter vorhanden, die eines Kreises sind Staminodien umgewandelt. Die Pollenkörner besitzen drei Aperturen und sind colporat. Die zwei oder vier (bis fünf?) Fruchtblätter sind zu einem oberständigen, zwei oder vierkammerigen Fruchtknoten verwachsenen. Jede Fruchtknotenkammer enthält 20 bis 50 anatrope, bitegmische, crassinucellate Samenanlagen.
Es wird eine aufrechte (septizidale oder valvulare) Kapselfrucht gebildet, die viele Samen enthält. Die sehr kleinen Samen enthalten Endosperm und einen winzigen Embryo.
Die Basischromosomenzahl ist n = 26.

## Systematik
Die Familie Francoaceae wurde 1832 durch Adrien Henri Laurent de Jussieu in Annales des Sciences Naturelles (Paris), 25, S. 9 aufgestellt. Typusgattung ist Francoa Cav.
In der Familie Francoaceae gibt es nur zwei monotypische Gattungen:
- Francoa Cav.: Mit der einzigen Art (manchmal werden zwei bis drei Arten angegeben):
  - Francoa sonchifolia (Willd.) Cav. (Syn.: Panke sonchifolia Willd.): Sie ist formenreich und gedeiht in den Bergen Zentralchiles. Sie wird Gänsedistelblättrige Francoa oder Brautkranz genannt und selten als Zierpflanze verwendet.
- Tetilla DC.: Mit der einzigen Art:
  - Tetilla hydrocotylifolia DC.: Sie gedeiht im südlichen Chile.